# Great Wymondley
Great Wymondley är en by i civil parish Wymondley, i distriktet North Hertfordshire, i grevskapet Hertfordshire i England. Byn är belägen 3 km från Hitchin. Great Wymondley var en civil parish fram till 1937 när blev den en del av Wymondley. Civil parish hade 285 invånare år 1931. Byn nämndes i Domedagsboken (Domesday Book) år 1086, och kallades då Wimundeslai.